# Váci NKSE
Az GVM Europe-Vác egy váci női kézilabdacsapat. Legjobb eredményük az NB I. 3. hely (2009/2010-es szezon).

## Története
- 1935-ben Váci Fonó SE néven az I. osztályban szerepelt.
- 1946. – 1948. között Váci Fonó, Váci Szövőgyár, Váci Bélésgyár,Váci Sportegyesület, Váci Kinizsi Reménység, Váci MÁV neveken szerepelt a csapat.
- 1949.-ben megalakult a Váci FORTE csapata, mely a Váci Kerületi I. osztályban szerepelt.
- 1953-ban megszűnt a nagypályás játék, a játékosok csak kispályán játszanak.
- 1960-tól 2 csapat szerepel: Váci Penomah SK és a Váci FORTE
- 1979-ben A Váci Penomah SE megszűnik anyagi okok miatt, csak a Váci FORTE marad életben.
- 1982-ben A Váci FORTE az NBII-ben indul, Sulyánszki Dezső vezetésével.
- 1986-ban Váci Hajós DSE. megalakulása.

A NBII 1989/90-es szezonját megnyerte a Váci FORTE, ezután a NBI/B keleti csoportjában indult a csapat.
- 1991-ben a Váci Hajós DSE a sorozatos sikereknek köszönhetően bekerül a nem hivatalos világbajnokság nyolcas döntőjébe, ahol a hatodik helyen végeznek.

- 1991/92-ben  megalakult a Váci TERRA csapata (Hajós DSE utódja), mely magabiztosan menetelt az NBI/B-ig.
- 1994/95 két NBI/B-s csapattal büszkélkedhetett Vác városa, a Váci FORTE és a Váci TERRA képviseletében.
- 1996-ban  A Váci TERRA elnökének hirtelen halála következtében a csapat egyesülve Váci FORTE-val folytatta a bajnoki menetelést
- 1997/98-ban a Synergon SE Vác NBI/B-s csapata megnyerte a bajnokságot, ezzel jogot szerzett a legmagasabb osztályba, az NBI-be való indulásra.

## A 2024–2025-ös szezon játékoskerete
| Kapusok - 01 Csizmadia Fanni - 16 Bukovszky Anna - 77 Zaj Klára Jobbszélsők - 11 Miklós Kitti - 19 Pálffy Anna - 23 Such Nelli Balszélsők - 13 Pelczéder Orsolya - 55 Wald Kíra Beállók - 48 Hajdú Gyöngyvér - 94 Kovalcsik Jázmin - 96 Helembai Fanny - 99 Varga Emőke | Balátlövők - 05 Csíkos Luca - 18 Kovács Anikó - 45 Háfra Noémi - 52 Juhász Gréta Irányítók - 27 Kurucz Aida Jobbátlövők - 04 Afentaler Sára |

### Átigazolások
A 2024-2025-ös szezont megelőzően:
| Érkezők - Háfra Noémi (a HB Ludwigsburg csapatától) - Juhász Gréta (a Kisvárdai KC csapatától) - Pelczéder Orsolya (az MTK Budapest csapatától) - Pálffy Anna (kölcsönben a Szombathelyi KKA csapatától) - Hajdú Gyöngyvér (a Szent István SE csapatától) - Afentaler Sára (az Alba Fehérvár KC csapatától) - Varga Emőke (az Alba Fehérvár KC csapatától) - Wald Kíra (a NEKA csapatától) - Zaj Klára (a NEKA csapatától) - Miklós Kitti (a NEKA csapatától) | Távozók - Kuczora Csenge (a Thüringer HC csapatához) - Marincsák Karina (a Moyra-Budaörs Handball csapatához) - Ballai Anna (az Esztergomi Vitézek RAFC csapatához) - Ballai Borbála (az Esztergomi Vitézek RAFC csapatához) - Bánfai Kíra (a Kozármisleny KA csapatához) - Bencsik Dorka (az Eszterházy SC csapatához) - Bordás Réka (kölcsönből vissza a Ferencvárosi TC csapatához) - Győri Alexa (kölcsönből vissza a Győri Audi ETO KC csapatához) |